# Teen Choice Awards 2002
Die Feier des dritten Teen Choice Award wurde am 4. August 2002 im Gibson Amphitheatre in Universal City (Kalifornien) abgehalten. Mit zwei Preisen geehrt wurde der Film Nur mit Dir – A Walk to Remember, Spider-Man und American Pie 2 erhielten drei Preise ein.

Film – Choice Actor, Drama, Action/Adventure
- Tobey Maguire – Spider-Man
  - Josh Hartnett – Black Hawk Down
  - Ben Affleck – Spurwechsel
  - Elijah Wood – Der Herr der Ringe: Die Gefährten
  - Will Smith – Men in Black II
  - Brad Pitt – Ocean’s Eleven
  - The Rock – The Scorpion King
  - Hayden Christensen – Star Wars: Episode II – Angriff der Klonkrieger

Film – Choice Actor, Comedy
- Chris Tucker – Rush Hour 2
  - Jason Biggs – American Pie 2
  - Adam Sandler – Mr. Deeds
  - Matthew Lillard – Scooby-Doo
  - Freddie Prinze Jr. – Scooby-Doo
  - Jack Black – Schwer verliebt
  - Barry Watson – Das sexte Semester
  - Ben Stiller – Zoolander

Film – Choice Actress, Drama/Action Adventure
- Natalie Portman – Star Wars: Episode II – Angriff der Klonkrieger
  - Britney Spears – Not a Girl – Crossroads
  - Sandra Bullock – Die göttlichen Geheimnisse der Ya-Ya-Schwestern
  - Jennifer Lopez – Genug – Jeder hat eine Grenze
  - Liv Tyler – Der Herr der Ringe: Die Gefährten
  - Drew Barrymore – Unterwegs mit Jungs
  - Kirsten Dunst – Spider-Man 
  - Mandy Moore – Nur mit Dir – A Walk to Remember

Film – Choice Actress, Comedy
- Sarah Michelle Gellar – Scooby-Doo
  - Reese Witherspoon – Ernst sein ist alles (2002)
  - Winona Ryder – Mr. Deeds
  - Anne Hathaway – Plötzlich Prinzessin
  - Christina Ricci – Pumpkin
  - Gwyneth Paltrow – Schwer verliebt
  - Selma Blair – Super süß und super sexy
  - Cameron Diaz – Super süß und super sexy

Film – Choice Breakout Performance, Actress
- Mandy Moore – Nur mit Dir – A Walk to Remember

Choice Comedian
- Adam Sandler

Film – Choice Movie, Drama/Action Adventure
- Spider-Man
  - A Beautiful Mind
  - Black Hawk Down
  - Harry Potter und der Stein der Weisen
  - Der Herr der Ringe: Die Gefährten
  - Men in Black II
  - Moulin Rouge!
  - Star Wars: Episode II – Angriff der Klonkrieger

Film – Choice Movie, Comedy
- American Pie 2
  - Nicht noch ein Teenie-Film
  - Plötzlich Prinzessin
  - Nix wie raus aus Orange County
  - Scooby-Doo
  - Schwer verliebt
  - Super süß und super sexy
  - Zoolander

Film – Choice Sleazebag
- Seann William Scott – American Pie 2

Film – Choice Lip Lock
- Tobey Maguire, Kirsten Dunst – Spider-Man

Film – Choice Movie of the Summer
- Mr. Deeds

Film – Choice Hissy Fit
- Ben Stiller – Zoolander

Film – Choice Chemistry
- Mandy Moore, Shane West – Nur mit Dir – A Walk to Remember
  - Josh Hartnett, Shannyn Sossamon – 40 Tage und 40 Nächte
  - Amanda Bynes, Frankie Muniz – Lügen haben kurze Beine
  - Britney Spears, Anson Mount – Not a Girl – Crossroads
  - Jackie Chan, Chris Tucker – Rush Hour 2
  - Sarah Michelle Gellar, Freddie Prinze Jr. – Scooby-Doo
  - Kirsten Dunst, Tobey Maguire – Spider-Man
  - Natalie Portman, Hayden Christensen – Star Wars: Episode II – Angriff der Klonkrieger

Film – Choice Movie Your Parents Didn't Want You To See
- American Pie 2

TV – Choice Actor, Drama
- Barry Watson – Eine himmlische Familie
  - James Marsters – Buffy – Im Bann der Dämonen
  - Joshua Jackson – Dawson’s Creek
  - Scott Foley – Felicity
  - Scott Speedman – Felicity
  - Jared Padalecki – Gilmore Girls
  - Shane West – Noch mal mit Gefühl
  - Tom Welling – Smallville

TV – Choice Actor, Comedy
- Matt LeBlanc – Friends
  - Bernie Mac – The Bernie Mac Show
  - Seth Green – Greg the Bunny
  - Frankie Muniz – Malcolm mittendrin
  - Zach Braff – Scrubs – Die Anfänger
  - Topher Grace – Die wilden Siebziger
  - Ashton Kutcher – Die wilden Siebziger

TV – Choice Actress, Drama
- Sarah Michelle Gellar – Buffy – Im Bann der Dämonen
  - Jessica Biel – Eine himmlische Familie
  - Jennifer Garner – Alias – Die Agentin
  - Jessica Alba – Dark Angel
  - Katie Holmes – Dawson’s Creek
  - Keri Russell – Felicity
  - Alexis Bledel – Gilmore Girls
  - Lauren Ambrose – Six Feet Under – Gestorben wird immer

TV – Choice Actress, Comedy
- Jennifer Aniston – Friends
  - Courteney Cox – Friends
  - Lisa Kudrow – Friends
  - Jane Kaczmarek – Malcolm mittendrin
  - Mila Kunis – Die wilden Siebziger
  - Laura Prepon – Die wilden Siebziger
  - Debra Messing – Will & Grace
  - Megan Mullally – Will & Grace

TV – Choice Drama/Action Adventure
- Eine himmlische Familie
  - Alias – Die Agentin
  - Dark Angel
  - Dawson’s Creek
  - Gilmore Girls
  - Smallville
  - Buffy – Im Bann der Dämonen
  - Felicity

TV – Choice Comedy
- Friends
  - The Bernie Mac Show
  - Greg the Bunny
  - Malcolm mittendrin
  - Scrubs – Die Anfänger
  - Die Simpsons
  - Die wilden Siebziger
  - Will & Grace

TV – Choice Breakout Star, Male
- Tom Welling – Smallville